# Media Prima
Media Prima Berhad – malezyjskie przedsiębiorstwo mediowe założone w 2003 roku.
Jest największym konglomeratem mediowym na rynku malezyjskim.